# Ragemoor
Ragemoor — ограниченная серия комиксов в жанре ужасов, состоящая из 4 выпусков, которую в 2012 году издавала компания Dark Horse Comics.

## Синопсис
Серия повествует о живой крепости.

### Выпуски
| № | Дата выхода    | Оценка на Comic Book Roundup   | Предполагаемый объём продаж (первый месяц) |
| - | -------------- | ------------------------------ | ------------------------------------------ |
| 1 | 21 марта 2012  | 8,2 из 10 на основе 9 рецензий | 7 971, позиция в Северной Америке — 198    |
| 2 | 18 апреля 2012 | 8 из 10 на основе 5 рецензий   | 6 415, позиция в Северной Америке — 230    |
| 3 | 23 мая 2012    | 8 из 10 на основе 2 рецензий   | 6 167, позиция в Северной Америке — 266    |
| 4 | 20 июня 2012   | 9,3 из 10 на основе 3 рецензий | 6 163, позиция в Северной Америке — 230    |

### Сборники
| Название | Тип              | Дата выхода   | Собранный материал | Кол-во страниц | ISBN                             | Предполагаемый объём продаж (первый месяц) |
| -------- | ---------------- | ------------- | ------------------ | -------------- | -------------------------------- | ------------------------------------------ |
| Ragemoor | Твёрдый переплёт | 7 ноября 2012 | Ragemoor #1-4      | 112            | 978-1-59582-964-1, 1-59582-964-4 | 1 462, позиция в Северной Америке — 60     |

## Отзывы

Некоторые критики отмечали выражения лиц персонажей и чёрно-белый стиль комикса.

На сайте Comic Book Roundup серия имеет оценку 8,4 из 10 на основе 19 рецензий. Райан К. Линсди из Comic Book Resources назвал Ragemoor «качественным комиксом ужасов». Аарон Дюран из Newsarama дал дебюту 8 баллов из 10 и писал, что «работа [художника] с персонажами чрезвычайно выразительна, а оттенки лица раскрывают всё, что нам нужно знать о человеке». Зак Дэвиссон из Comics Bulletin поставил первому выпуску 4 звезды из 5 и тоже похвалил Ричарда Корбена. Мэт Эльфринг из Comic Vine поставил дебюту 3 звезды из 5; ему понравилось, что комикс нарисован в чёрно-белом стиле.